# John W. Noble
John W. Noble (Pottstown, 24 giugno 1880 – Pottstown, 10 settembre 1946) è stato un regista e sceneggiatore statunitense che lavorò all'epoca del muto.

## Biografia
Nato in Virginia, nella contea di Albemarle, John W. Noble esordì sullo schermo come attore, protagonista nel 1911 di un corto dove lavorò a fianco di Florence La Badie, la star della Thanhouser Film Corporation. La breve carriera di attore di Noble conta solo due apparizioni sullo schermo. Dopo aver lavorato come stage manager, nel 1914 passò dietro la macchina da presa. Il suo primo film da regista risale al 1914. Fino al 1927, diresse trentaquattro pellicole.
Specializzato soprattutto in film drammatici di impianto teatrale, nel 1916 - anno che celebrava il trecentesimo anniversario della morte di Shakespeare - girò Romeo and Juliet, versione cinematografica di Romeo e Giulietta. Nella sua carriera, Noble - che fu anche saltuariamente produttore - diresse alcuni dei nomi più famosi del cinema e del teatro statunitense, quali Valli Valli, Francis X. Bushman, Mabel Taliaferro, Creighton Hale, Mae Marsh, Robert Harron, Ethel e Lionel Barrymore.

## Filmografia

### Regista
- Our Mutual Girl, co-regia di Oscar Eagle, Lawrence B. McGill, Walter Stanhope (1914)
- The Three of Us (1914)
- Satan Sanderson (1915)
- The High Road (1915)
- Fighting Bob (1915)
- The Right of Way (1915)
- The Bigger Man (1915)
- One Million Dollars (1915)
- Black Fear (1915)
- Man and His Soul (1916)
- The Red Mouse (1916)
- The Wall Between (1916)
- A Million a Minute (1916)
- Romeo and Juliet, co-regia di Francis X. Bushman (1916)
- The Brand of Cowardice (1916)
- The Awakening of Helena Ritchie (1916)
- The Power of Decision (1917)
- A Magdalene of the Hills (1917)
- The Beautiful Lie (1917)
- The Call of Her People (1917)
- Sunshine Alley (1917)
- Shame (1917)
- My Own United States (1918)
- The Birth of a Race (1918)
- The Gray Towers Mystery (1919)
- The Golden Shower (1919)
- Footlights and Shadows (1920)
- The Song of the Soul (1920)
- Cardigan (1922)
- Big Timber (1924)
- His Darker Self (1924)
- Lightning Reporter (1926)
- Burning Gold (1927)
- Buffalo Bill's Fight (1927)

### Sceneggiatore
- Black Fear, regia di John W. Noble (1915)
- Romeo and Juliet, regia di Francis X. Bushman e John W. Noble (1916)
- The Awakening of Helena Ritchie, regia di John W. Noble (1916)
- Shame, regia di John W. Noble (1917)
- The Birth of a Race, regia di John W. Noble (1918)
- The Gray Towers Mystery, regia di John W. Noble (1919)
- The Song of the Soul, regia di John W. Noble (1920)
- Lightning Reporter, regia di John W. Noble (1926)

### Attore
- The Baseball Bug (1911)
- The Poacher, regia di Lucius Henderson (1912)